# 외국환평형기금채권
외국환평형기금채권(foreign exchange stabilization bond)은 환율변동에 대비한 기금 마련을 위해 대한민국 정부가 발행하고 보증하는 채권(국채)을 말한다. 약칭 외평채라고도 한다.
기획재정부 장관이 채권 발행의 결정권을 가진다. 이것으로 형성된 자금을 통해 정부는 외환시장에 직접 개입하여 공개시장을 운영한다.